# Ballet national de Nouvelle-Zélande
Le Ballet national de Nouvelle-Zélande ou Royal New Zealand Ballet est la plus grande troupe de ballet de la Nouvelle-Zélande. Fondée en 1953, elle est basée à Wellington. Son premier directeur musical est Dorothea Anne Franchi. S'inspirant largement de l'enseignement du Royal Ballet de Londres, cette troupe devient très vite l'une des plus grandes compagnies professionnelles de l'Asie-Pacifique.
En 2011, Ethan Stiefel devient le directeur artistique. 